# Horcajo de la Sierra-Aoslos
Horcajo de la Sierra-Aoslos est une commune de la communauté de Madrid, en Espagne.